# 莫那·魯道
莫那·魯道（赛德克语：Mona Rudo或Mona Rudaw；1880年5月21日—1930年11月5日），在《臺灣日日新報》的漢文版有稱「毛那老」，戰後或稱莫那道，是台灣原住民賽德克族馬赫坡社（今廬山溫泉區）的頭目，台灣日治時期重要的抗日運動——霧社事件的領導者。身材高大魁梧，据说身高将近190公分。在起義失敗後飲彈自盡。

## 生平簡介

### 早年
父親是魯道·鹿黑（Rudo Luhe），是賽德克族德固達雅群（Tgdaya）馬赫坡社（Mhebu）部落的頭目，而馬赫坡社屬於味方蕃（一群歸順日本的台灣原住民），日本人用各種手段籠絡他們。莫那·鲁道是鲁道·鹿黑的長子，曾經透過臺灣總督府的招待到過日本內地，參訪東京、京都、名古屋等日本城市，參觀過當地兵工廠、軍校、軍隊等，對日本軍隊的強盛留下深刻印象，深知日軍的實力絕非原住民所能企及。返回臺灣的原住民部落後，對於日本官吏的嚴苛時常忍耐，也要求族人盡量配合臺灣總督府的施政，甚至幫助日本人攻擊其他不服從日本的台灣原住民。
由於臺灣總督府警察近藤儀三郎迎娶莫那的妹妹狄娃絲·魯道（Tiwas Rudo），後來狄娃絲被日本丈夫遺棄、一走了之，按照賽德克的族律（Gaya）不能回娘家部落，然後莫那·魯道也聽聞各部落也有類似的遭遇，已心存不滿、萌生反抗之心，反日情緒萌生。

### 烏來歷馬部落事件

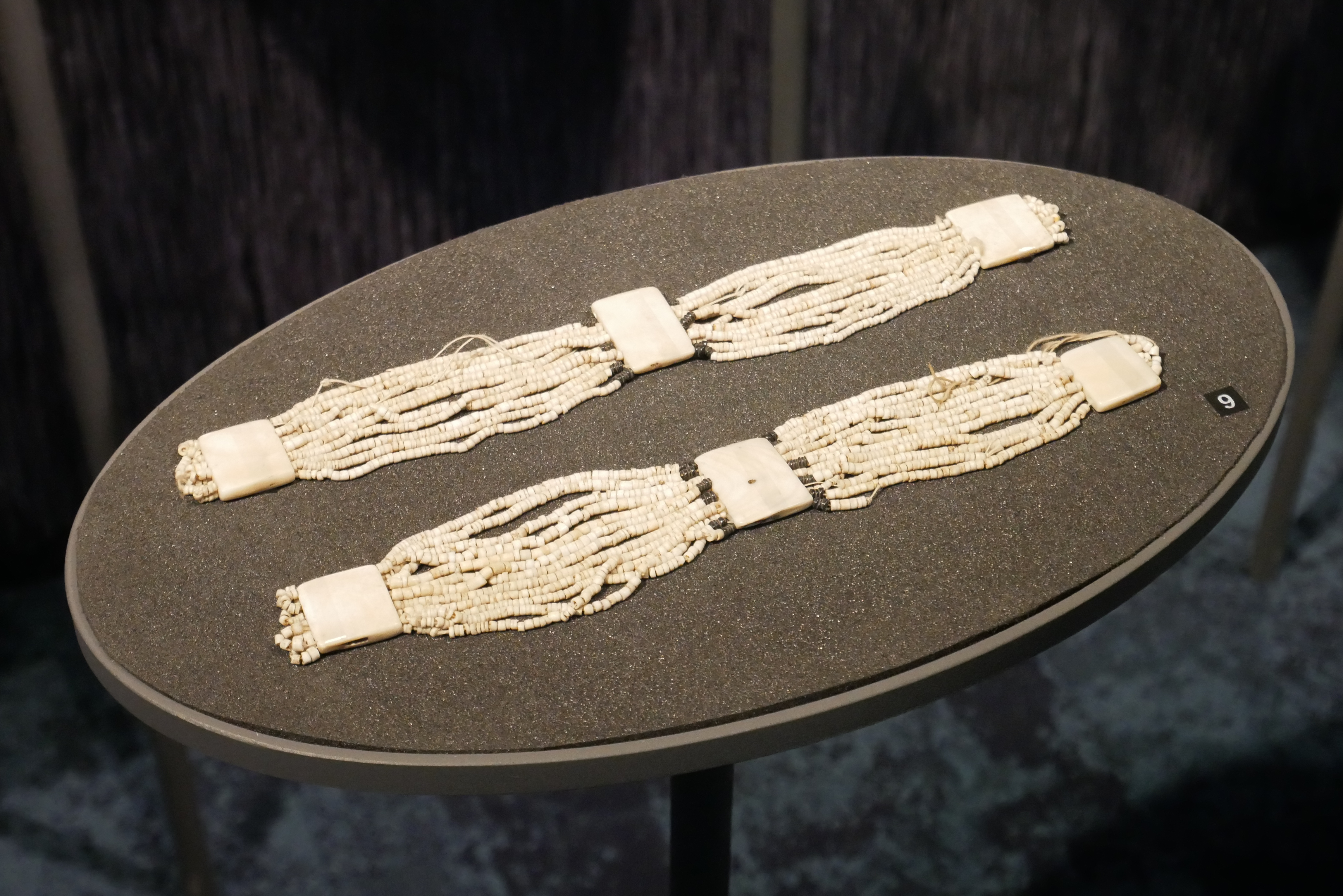
莫那·鲁道擁有的貝珠踝飾（國立臺灣博物館藏）

根據居住於臺中的泰雅族耆老表示，1920年時，莫那·鲁道趁泰雅族烏來歷馬部落（今臺中市和平區青山電廠附近）的壯丁外出打獵，莫那從南投帶族人及日本人偷襲，屠殺二十六名老弱婦孺，據說是為了「薩拉矛事件」，原因是當時日本人要報復因西班牙流感而對外籍人士大肆出草的泰雅族原住民。
行政院原民會前主任委員、賽德克族議會召集人瓦歷斯·貝林也坦承此事為真。《賽德克·巴萊》電影歷史顧問邱若龍証實，「早年莫那·魯道的確有帶人去攻打其他部落。」
除了泰雅族，同族的道澤群（Toda）也對德克達雅群的莫那有極為負面的評價，都達群的族人表示，莫那仗著人多勢眾搶奪他們的獵場，是他們的敵人。
臺灣原住民各部落在早年的關係如同國際關係，有一些部落保持友好關係，但有更多部落敵對（因為長期有互相出草及爭奪獵場的習慣），即便是語言互通的不同部落，也不乏敵對者；部落間的積怨讓日本政府可以乘虛而入，操控部分原住民投向日方立場，或者取得親日原住民的主動合作，討伐反日的原住民。同屬於德固達雅群的巴蘭社（Paran）就曾被與官方合作的布農族干卓萬群原住民攻擊(1903年，姊妹原事件)，而莫那魯道的馬赫坡社也曾因與官方合作而被歸類為味方蕃（親日原住民）(1920年，薩拉矛事件)。

### 霧社事件
1930年10月7日（昭和5年），在自己部落青年的婚禮上，一名路過被受邀到場的日本警員吉村克己疑似藉著酒意，履次向新娘做出不雅行為，在場的莫那魯道長子達多·莫那（Tado Mona）便向吉村敬酒企圖化解尷尬，但遭到吉村拒絕（推測是達多雙手沾滿屠宰的豬血，吉村認為不衛生），而在推擠拉扯過程裡，達多莫那的手不小心弄髒了吉村的白色警察制服，吉村認定達多莫那屬於故意，隨即就轉身出手毆打達多莫那；積怨已久的賽德克族人見狀，立刻群起上前圍毆吉村。事發後，莫那魯道心知吉村絕不會善罷甘休，便親自帶著族人攜酒至警察分駐所，向吉村賠罪。但吉村並不領情，反將莫那魯道一行人趕出，還說已經將賽德克族人圍毆他的事情呈報到上級。因為在當時攻擊警察是非常嚴重的罪行，而且他極有可能會因這件事被日方藉機處死（因為莫那魯道曾經已有兩次秘密謀反失敗的“前科”，一是潛入霧社分室想竊取槍枝被逮，二是大量囤積糧食被日警起疑並被告發），深恐此事無法善了，又加上長期受到當地日本官吏欺壓、被禁止紋面、失去出草的傳統，遂決定在10月27日日本人舉辦霧社運動會時「血祭祖靈」（出草），是為霧社事件。
10月25与26日，即將起事的原住民開始進行秘密的聯絡與串連活動，荷戈社人比荷·沙波（Pihu Sapo）似乎在此階段扮演了主要連絡人的角色，向德固達雅群的十一個社進行遊說的動作。最後獲得德固達雅群之馬赫坡社（Mhebu）、塔洛灣社（Truwan）、波阿崙社（Boarung）、斯庫社（Suku）、荷戈社（Gungu）及都羅多夫社（Drodux）等6個部落的支持，參與的賽德克族人共計六社1,236人（其中具戰鬥力的青壯年男性有300餘人）。
10月27日，莫那魯道率領族人，分頭襲擊當地警察分駐所十三處，同時也襲擊郵局、官吏宿舍等。在霧社公學校方面，所有在現場參加運動會的日本男女老幼都成了賽德克族原住民的攻擊目標，只要見是日本人，一律就地格殺。共殺死能高郡郡守小笠原敬太郎等日本人134名（大多為婦孺），重傷26名，誤殺2位著和服的漢人李彩雲與劉才良，並殺傷215人，從警察單位獲得槍械180枝和彈藥23,037發，同時切斷通往外地的電話線，但還是被日本人脫逃，下山向眉溪警察分駐所報案。
賽德克原住民大出草消息爆發，台灣總督府震驚，時任臺灣總督的石塚英藏立即著手軍事行動，調派臺北州、臺中州、臺南州、花蓮港廳之軍隊、憲兵、警察等部隊開往霧社鎮壓，由鎌田彌彥少將擔任總司令，位於屏東的空軍基地也派出轟炸機支援日軍在霧社山區的戰鬥。抗日族人撤回部落後，分成「塔洛灣」及「馬赫坡」二條戰線。塔洛灣戰線由荷戈社頭目塔道·諾幹（Tado Nokan）率領，馬赫坡戰線由莫那魯道率領。
10月31日，塔道.諾幹戰死後，除馬赫坡社外，其他部落都被日本軍警攻陷。
11月2日，馬赫坡社被日本軍警佔領，起事原住民退入溪谷，利用懸崖絕壁的地勢繼續抵抗。
11月5日，由於日軍臺南大隊軍警死傷頗重，日方又久攻不下，遂空投「糜爛性毒氣彈」（路易斯毒氣彈），許多起事原住民不是陣亡就是在巨木下自縊。（日方更還威脅利誘與莫那魯道素有嫌隙的同族賽德克道澤群，要他們也進入山區追殺莫那魯道，結果導致11月11日道澤群總頭目鐵木瓦歷斯在哈奔溪谷（眉溪上游）遭到起事原住民埋伏襲擊並被殺害。）這時莫那魯道見大勢已去，於是令其妻與兩名孫子上吊自殺後把3人的屍體焚毀，自己則獨自往深山裡走去，在馬赫坡溪右岸一處隱密的岩窟中以三八式步槍自盡。（在電影裡描述的莫那魯道開槍擊斃妻子與兩名小孫子則是改編，與史實不符合。因為殺死妻小是違反賽德克族的Gaya，事後由經歷此事件的族人證實，莫那魯道之妻實為上吊自盡）。而莫那魯道的兒子達多不肯接受招降，最後在與被迫前來招降的妹妹馬紅‧莫那訣別之後，和殘餘的6名戰士一起全部上吊自殺。參與霧社事件的六個部落，共1,236人，總計有644人死亡，其中267人被殺、290人自殺，剩餘35人投降。

### 身後
莫那魯道死後，屍體沒有完全腐化，一半變成木乃伊，1933年才被尋獲，1934年先是在埔里能高郡役所落成之際被展示，接著送到臺北帝國大學（今臺灣大學）作為人類學研究的標本，但隨即被「借展」。
1934年7月1日，在新高新報社舉辦、警察協會、消防協會協辦的「警察展覽會」上，莫那的遺骸，第二度被公開展示，地點換到臺北植物園內，開幕式上，總督府總務長官平塚廣義、警務局長石垣倉治親自到場。
臺灣戰後時期，中華民國政府的褒揚令中，將「莫那·魯道」譯作「莫那奴道」。又因長女馬紅·莫那在戰後改漢名張秀妹，因此也提到莫那·魯道為「張老」。
|  | 內政部令 查南投縣民莫那奴道（即張老） 於日據台灣時期（相當民國十九年） 領導本鄉霧社山胞起義抗敵 先後數戰斃敵百餘終以眾寡 懸殊彈盡援絕全部殉難其志 可嘉特予褒揚以慰英靈此令 部長 徐慶鐘 中華民國五十九年六月 日 |

1973年臺灣學界討論花岡一郎與花岡二郎的忠奸問題，而注意到莫那·魯道的遺骸仍在國立臺灣大學時，國立臺灣大學人類學系代主任李亦園與校長閻振興寫信給臺灣省主席謝東閔，建議應將遺骸妥慎安葬，中華民國政府方面亦接受此一建議，於10月24日自人類學系標本館將骨骸迎回霧社。
1973年10月27日於霧社事件四十三週年的日子，將遺骸入土 。
2019年，莫那魯道遺族表達祖靈托夢，莫那魯道的墓穴塌陷漏水，陳情當地公所，後勘查發現果然墓穴因年久失修，上方水泥確實塌陷並漏水。經由公所先行撥款，進行小型工程暫時改善。 

## 調查與研究文獻
依據學者戴寶村〈莫那·魯道與臺灣原住民的反抗運動〉一文的調查，莫那·魯道他們退到馬赫坡後面的洞穴之後，日本人用炸彈炸不到那個洞穴，但是他們實在沒有辦法反抗，最後就全部自殺。賽德克族人都是以上吊的方式自殺，從當時日本人所拍下來的照片可以看到，一棵樹吊了很多人，以致於樹枝都彎曲下垂。有的婦女為了讓男子沒有後顧之憂而勇敢作戰，就自己先自殺，十分悲壯。

## 紀念活動

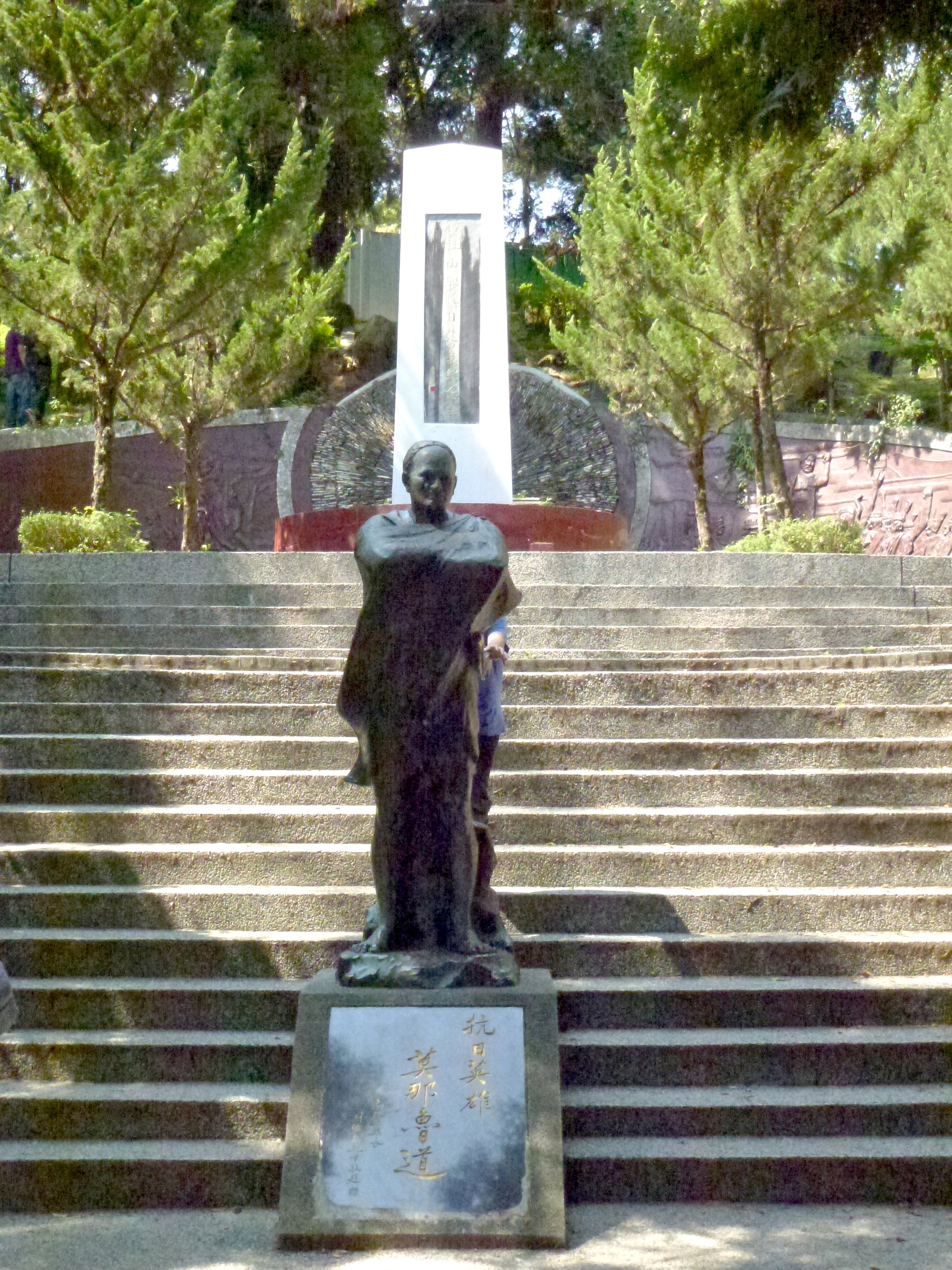
莫那·魯道銅像和後方的霧社抗日紀念碑。

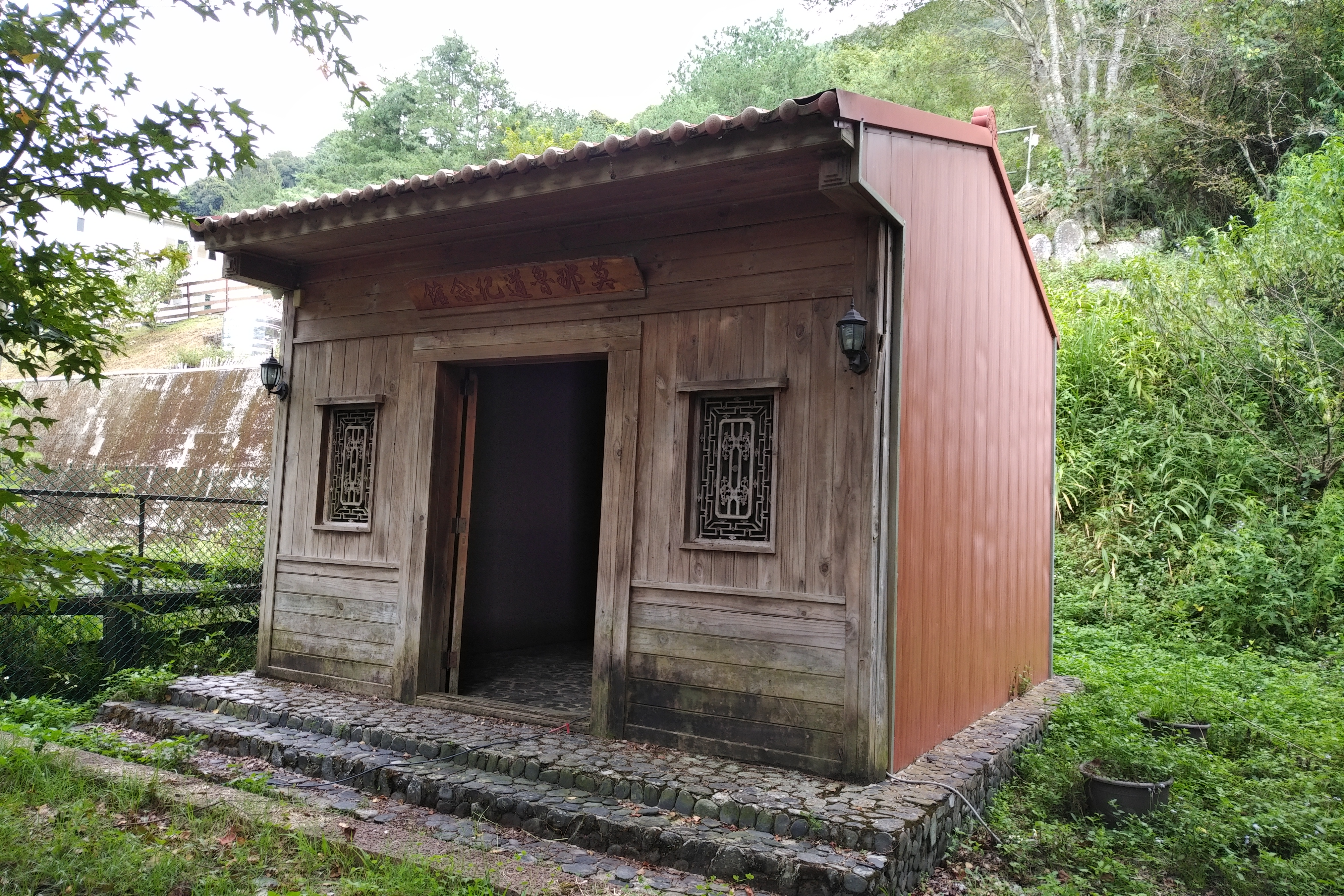
位於廬山溫泉區附近山上的莫那魯道紀念館

第二次世界大戰結束後，中華民國政府接管臺灣，將臺灣總督府於霧社（今南投縣仁愛鄉）所設立的日本人殉難紀念碑拆除後，改立原住民抗日紀念碑。
1969年，中華民國政府決定將莫那魯道入祀國民革命忠烈祠，使其成為全臺第一位入祀的原住民。
1970年，行政院內政部發出褒揚令，對莫那魯道的抗日事蹟加以褒揚。
1973年，將莫那魯道的遺骸歸葬於紀念碑後方，並當地設有霧社事件紀念公園及莫那魯道之墓。今日霧社（屬南投縣仁愛鄉）當地設有霧社事件紀念碑，莫那·魯道雕像豎立於內，以紀念他的事蹟。
2001年7月，中華民國中央銀行正式於新台幣20元硬幣鑄上莫那·魯道肖像以資紀念。

## 文化影響

### 中文文字作品
- 中文小說：
  - 《馬黑坡風雲》，鍾肇政，1973年。
  - 《餘生》，舞鶴，2000年。
- 中文報導文學：
  - 《霧社事件》，鄧相揚，1998年。
  - 《霧重雲深：霧社事件後，一個泰雅家庭的故事》，鄧相揚，1998年。
  - 《風中緋櫻：霧社事件真相及花岡初子的故事》，鄧相揚，2000年。

### 中文漫畫
- 《霧社事件》，邱若龍，1990年。

### 中文電視劇
- 台視電視劇《莫那魯道》，陳震雷導演/主演，1994年台視放映。
- 公視電視劇《风中绯樱：雾社事件》，萬仁導演，由蘇清喜飾演。2003年。

### 音樂作品
- 專輯：《賽德克巴萊》，閃靈樂團，2005年。

### 電影作品
- 2011年電影《賽德克·巴萊》，魏德聖導演。由游大慶飾演青年時期、林慶台飾演中年時期。
- 2012年紀錄片《餘生—賽德克·巴萊》，湯湘竹導演。

## 子女
莫那魯道娶巴崗·瓦力斯（Bakan Walis）為妻子，育有四男四女。除馬紅·莫那以外，其餘七名子女皆在霧社事件中喪生。
- 達多·莫那（Tado Mona，？－1930）

達多·莫那，是莫那魯道長子，精於狩獵，是勇敢善戰的賽德克勇士。在一次族人婚宴上，因獻酒給日警遭羞辱，引發「敬酒風波」，強力勸說父親莫那魯道對抗日人。「霧社事件」中率領族人固守馬赫坡岩窟，以游擊戰和日人展開長期戰爭，終至彈盡援絕。日人脅迫其妹馬紅莫那前來勸降，完成「最後酒祭」後，壯烈自殺成仁。
- 巴索·莫那（Baso Mona，？－1930）

巴索·莫那，是莫那魯道次子，賽德克勇士。「霧社事件」發生時，與兄長達多莫那率領族人與日軍展開激戰，不幸下顎被日軍子彈貫穿，傷口嚴重發炎生命垂危之際，要求兄長為其介錯(聝首)。
- 馬紅·莫那（Mahung Mona，1907－1973）

馬紅·莫那，是莫那魯道長女。事件發生後，丈夫與子女全死在戰爭中。由於她的長兄達多莫那率領族人在馬赫坡岩窟堅持奮戰，日人計窮，逼馬紅莫那攜酒前往勸降，其兄不降但喝完所攜酒後，從容自殺。她也是莫那魯道家族事件後唯一生還者，因思念家人痛不欲生，在保護蕃收容所及移居川中島後，數度上吊自殺皆倖獲救。後領養張呈妹（露比·馬紅，Lubi Mahung）為女並招劉宗仁為女婿，後以65高齡辭世。戰後時期改漢名張秀妹，因此在褒揚令中，提到莫那·魯道為「張老」。
- 依婉·莫那（Iwan Mona？-1930）

- 巴萬·莫那（Pawan Mona，？-1930）

- 姑姆·莫那（Kumu Mona？-1930）

- 瓦力斯·莫那（Walis Mona，？-1930）

- 露比·莫那（Lubi Mona？-1930）